# Campiones d'individual femení de l'Open d'Austràlia
L'Open d'Austràlia, conegut com a Australian Open, és una competició tennística creada l'any 1905 i que es disputa sobre pista dura, actualment en el complex Melbourne Park de Melbourne, Austràlia. Es tracta d'un dels quatre tornejos Grand Slams de tennis, des de 1987 és el primer que es disputa de la temporada.
La seu del torneig es va desplaçar a diverses ciutats australianes i neozelandeses en els seus inicis: Christchurch, Hastings, Perth, Brisbane, Adelaida, Sydney i Melbourne. L'any 1972 es va decidir crear una seu estable i es va escollir el Kooyong Stadium de Melbourne, però l'any 1988 es va desplaçar al Flinders Park, actualment anomenat Melbourne Park, per ampliar l'aforament.
Durant tota la seva història hi ha hagut algun període en què no s'ha disputat: 1916-18 per la Primera Guerra Mundial, 1940-45 per la Segona Guerra Mundial i l'any 1986 per una redistribució del calendari tennístic. Tanmateix, l'any 1977 es van disputar dues edicions al gener i al desembre pel mateix motiu.
La competició individual femenina se celebra des de l'any 1922. El vencedor rep una rèplica en miniatura del trofeu Daphne Akhurst Memorial Cup.

## Palmarès

### Australasian Championships
| Any  | Vencedora               | Finalista           | Resultat      |
| ---- | ----------------------- | ------------------- | ------------- |
| 1922 | Margaret Molesworth     | Esna Boyd Robertson | 6−3, 10−8     |
| 1923 | Margaret Molesworth (2) | Esna Boyd Robertson | 6−1, 7−5      |
| 1924 | Sylvia Lance Harper     | Esna Boyd Robertson | 6−3, 3−6, 6−4 |
| 1925 | Daphne Akhurst Cozens   | Esna Boyd Robertson | 1−6, 8−6, 6−4 |
| 1926 | Daphne Akhurst Cozens   | Esna Boyd Robertson | 6−1, 6−3      |

### Australian Championships

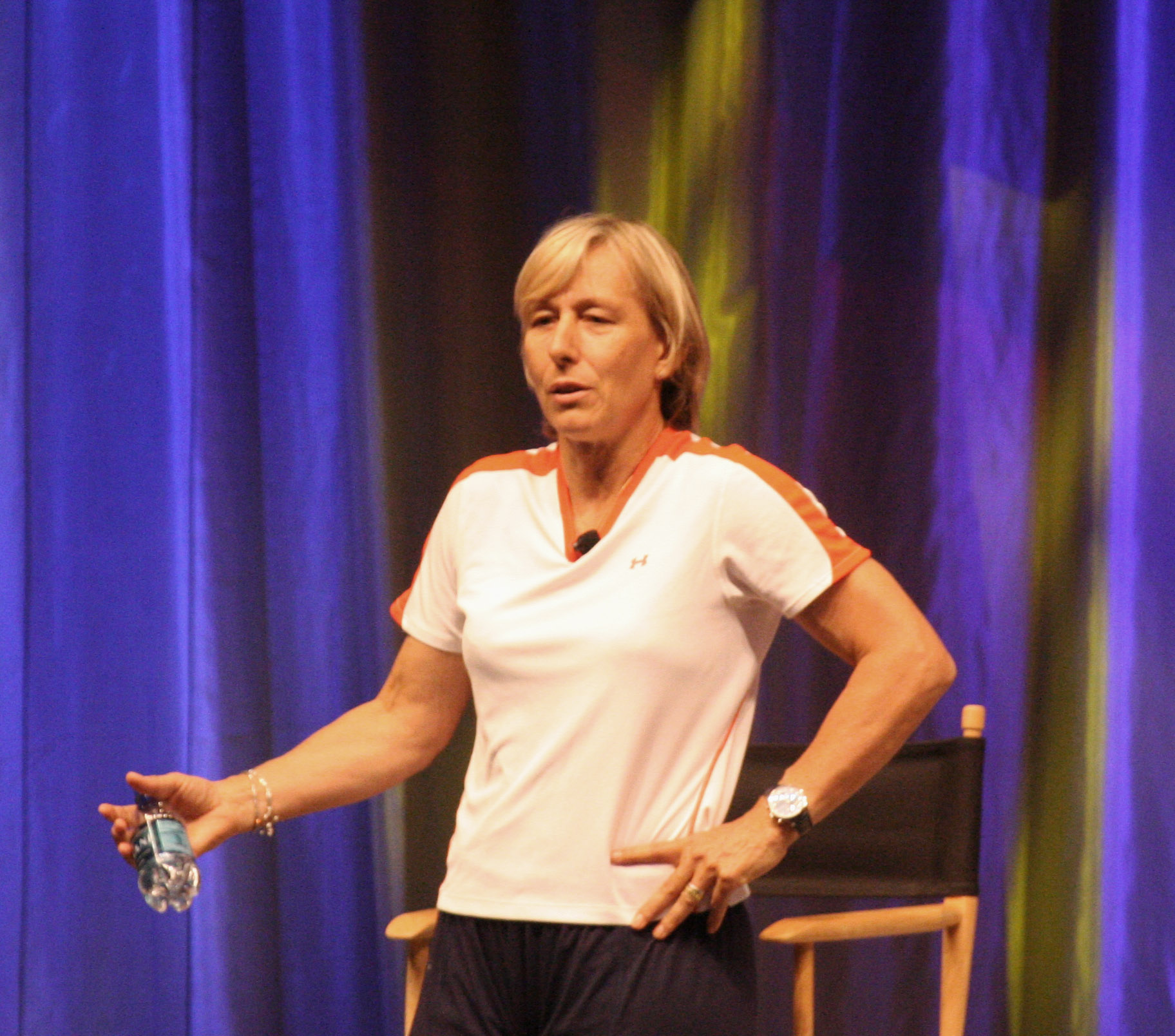
Martina Navrátilová va guanyar tres cops el campionat.

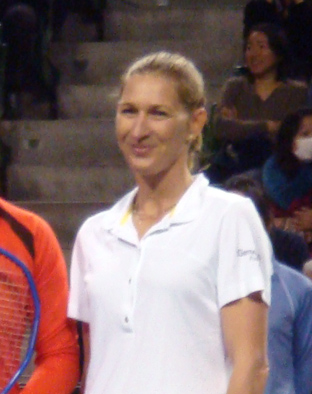
Steffi Graf va aconseguir quatre títols.

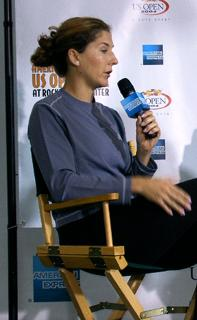
Monica Seles va guanyar les quatre finals que va jugar amb tres nacionalitats diferents.

| Any  | Vencedora                                     | Finalista                                     | Resultat                                      |
| ---- | --------------------------------------------- | --------------------------------------------- | --------------------------------------------- |
| 1927 | Esna Boyd Robertson                           | Sylvia Lance Harper                           | 5−7, 6−1, 6−2                                 |
| 1928 | Daphne Akhurst Cozens                         | Esna Boyd Robertson                           | 7−5, 6−2                                      |
| 1929 | Daphne Akhurst Cozens                         | Louie Bickerton                               | 6−1, 5−7, 6−2                                 |
| 1930 | Daphne Akhurst Cozens (5)                     | Sylvia Lance Harper                           | 10−8, 2−6, 7−5                                |
| 1931 | Coral McInnes Buttsworth                      | Marjorie Cox Crawford                         | 1−6, 6−3, 6−4                                 |
| 1932 | Coral McInnes Buttsworth (2)                  | Kathrine Le Messurier                         | 9−7, 6−4                                      |
| 1933 | Joan Hartigan                                 | Coral McInnes Buttsworth                      | 6−4, 6−3                                      |
| 1934 | Joan Hartigan                                 | Margaret Molesworth                           | 6−1, 6−4                                      |
| 1935 | Dorothy Round Little                          | Nancy Lyle Glover                             | 1−6, 6−1, 6−3                                 |
| 1936 | Joan Hartigan (3)                             | Nancye Wynne Bolton                           | 6−4, 6−4                                      |
| 1937 | Nancye Wynne Bolton                           | Emily Hood Westacott                          | 6−3, 5−7, 6−4                                 |
| 1938 | Dorothy Bundy Cheney                          | Dorothy Stevenson                             | 6−3, 6−2                                      |
| 1939 | Emily Hood Westacott                          | Nell Hall Hopman                              | 6−1, 6−2                                      |
| 1940 | Nancye Wynne Bolton                           | Thelma Coyne Long                             | 5−7, 6−4, 6−0                                 |
| 1941 | Sense competició per la Segona Guerra Mundial | Sense competició per la Segona Guerra Mundial | Sense competició per la Segona Guerra Mundial |
| 1942 | Sense competició per la Segona Guerra Mundial | Sense competició per la Segona Guerra Mundial | Sense competició per la Segona Guerra Mundial |
| 1943 | Sense competició per la Segona Guerra Mundial | Sense competició per la Segona Guerra Mundial | Sense competició per la Segona Guerra Mundial |
| 1944 | Sense competició per la Segona Guerra Mundial | Sense competició per la Segona Guerra Mundial | Sense competició per la Segona Guerra Mundial |
| 1945 | Sense competició per la Segona Guerra Mundial | Sense competició per la Segona Guerra Mundial | Sense competició per la Segona Guerra Mundial |
| 1946 | Nancye Wynne Bolton                           | Joyce Fitch                                   | 6−4, 6−4                                      |
| 1947 | Nancye Wynne Bolton                           | Nell Hall Hopman                              | 6−3, 6−2                                      |
| 1948 | Nancye Wynne Bolton                           | Marie Toomey                                  | 6−3, 6−1                                      |
| 1949 | Doris Hart                                    | Nancye Wynne Bolton                           | 6−3, 6−4                                      |
| 1950 | Louise Brough Clapp                           | Doris Hart                                    | 6−4, 3−6, 6−4                                 |
| 1951 | Nancye Wynne Bolton (6)                       | Thelma Coyne Long                             | 6−1, 7−5                                      |
| 1952 | Thelma Coyne Long                             | Helen Angwin                                  | 6−2, 6−3                                      |
| 1953 | Maureen Connolly Brinker                      | Julie Sampson Haywood                         | 6−3, 6−2                                      |
| 1954 | Thelma Coyne Long (2)                         | Jenny Staley Hoad                             | 6−3, 6−4                                      |
| 1955 | Beryl Penrose Collier                         | Thelma Coyne Long                             | 6−4, 6−3                                      |
| 1956 | Mary Carter Reitano                           | Thelma Coyne Long                             | 3−6, 6−2, 9−7                                 |
| 1957 | Shirley Fry Irvin                             | Althea Gibson                                 | 6−3, 6−4                                      |
| 1958 | Angela Mortimer Barrett                       | Lorraine Coghlan Robinson                     | 6−3, 6−4                                      |
| 1959 | Mary Carter Reitano (2)                       | Renee Schuurman Haygarth                      | 6−2, 6−3                                      |
| 1960 | Margaret Court                                | Jan Lehane O'Neill                            | 7−5, 6−2                                      |
| 1961 | Margaret Court                                | Jan Lehane O'Neill                            | 6−1, 6−4                                      |
| 1962 | Margaret Court                                | Jan Lehane O'Neill                            | 6−0, 6−2                                      |
| 1963 | Margaret Court                                | Jan Lehane O'Neill                            | 6−2, 6−2                                      |
| 1964 | Margaret Court                                | Lesley Turner                                 | 6−3, 6−2                                      |
| 1965 | Margaret Court                                | Maria Bueno                                   | 5−7, 6−4, 5−2, retirada                       |
| 1966 | Margaret Court                                | Nancy Richey Gunter                           | No presentada                                 |
| 1967 | Nancy Richey Gunter                           | Lesley Turner                                 | 6−1, 6−4                                      |
| 1968 | Billie Jean King                              | Margaret Court                                | 6−1, 6−2                                      |

### Australian Open

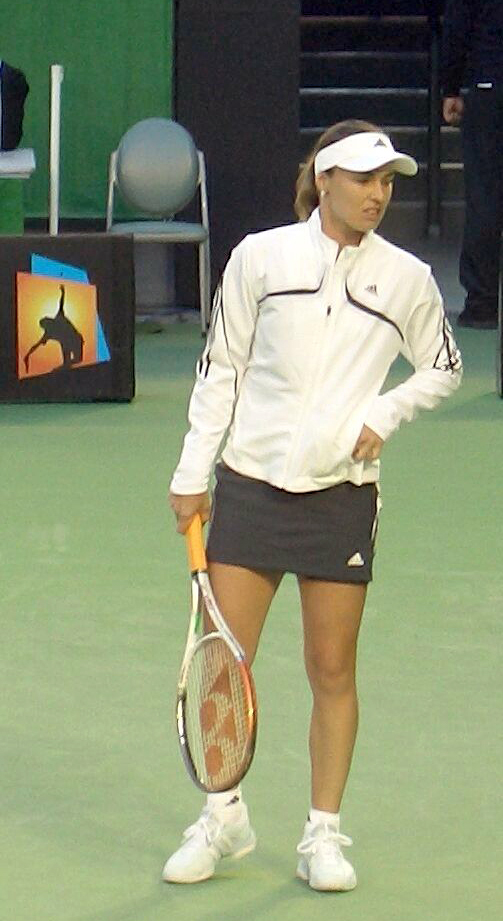
Martina Hingis va disputar sis finals consecutives guanyant les tres primeres.

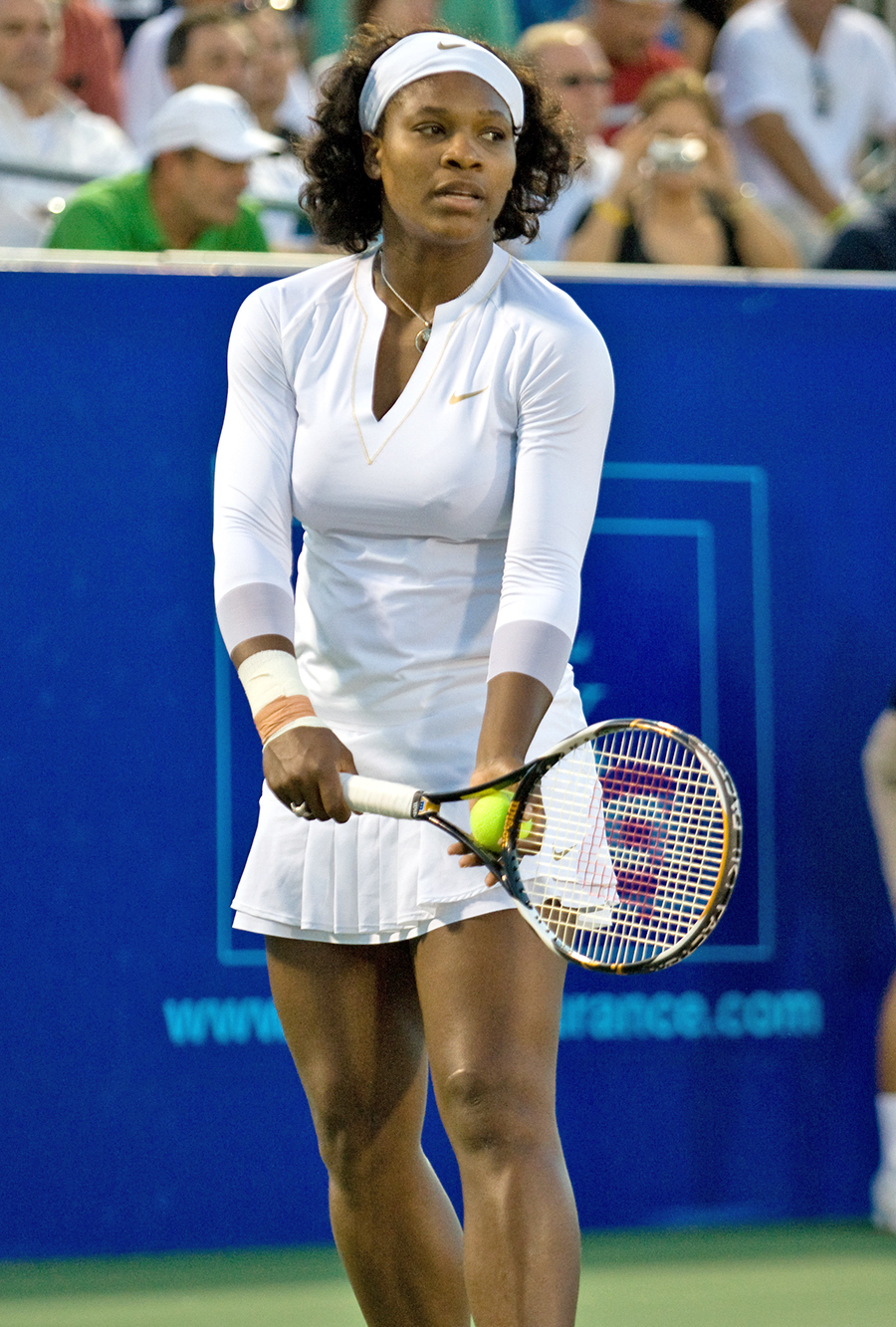
Serena Williams ha aconseguit set títols en set finals disputades.

| Any        | Vencedora                          | Finalista                          | Resultat                           |
| ---------- | ---------------------------------- | ---------------------------------- | ---------------------------------- |
| 1969       | Margaret Court                     | Billie Jean King                   | 6−4, 6−1                           |
| 1970       | Margaret Court                     | Kerry Melville Reid                | 6−1, 6−3                           |
| 1971       | Margaret Court                     | Evonne Goolagong Cawley            | 2−6, 7−6, 7−5                      |
| 1972       | Virginia Wade                      | Evonne Goolagong Cawley            | 6−4, 6−4                           |
| 1973       | Margaret Court (11)                | Evonne Goolagong Cawley            | 6−4, 7−5                           |
| 1974       | Evonne Goolagong Cawley            | Chris Evert                        | 7−6, 4−6, 6−0                      |
| 1975       | Evonne Goolagong Cawley            | Martina Navrátilová                | 6−3, 6−2                           |
| 1976       | Evonne Goolagong Cawley            | Renata Tomanova                    | 6−2, 6−2                           |
| 1977 (gen) | Kerry Melville Reid                | Dianne Fromholtz Balestrat         | 7−5, 6−2                           |
| 1977 (des) | Evonne Goolagong Cawley (4)        | Helen Gourlay Cawley               | 6−3, 6−0                           |
| 1978       | Chris O'Neil                       | Betsy Nagelsen                     | 6−3, 7−6                           |
| 1979       | Barbara Jordan                     | Sharon Walsh                       | 6−3, 6−3                           |
| 1980       | Hana Mandlikova                    | Wendy Turnbull                     | 6−0, 7−5                           |
| 1981       | Martina Navrátilová                | Chris Evert                        | 6−7, 6−4, 7−5                      |
| 1982       | Chris Evert                        | Martina Navrátilová                | 6−3, 2−6, 6−3                      |
| 1983       | Martina Navrátilová                | Kathy Jordan                       | 6−2, 7−6                           |
| 1984       | Chris Evert                        | Helena Sukova                      | 6−7, 6−1, 6−3                      |
| 1985       | Martina Navrátilová (3)            | Chris Evert                        | 6−2, 4−6, 6−2                      |
| 1986       | Sense competició per canvi de data | Sense competició per canvi de data | Sense competició per canvi de data |
| 1987       | Hana Mandlikova (2)                | Martina Navrátilová                | 7−5, 7−6(1)                        |
| 1988       | Steffi Graf                        | Chris Evert                        | 6−1, 7−6(3)                        |
| 1989       | Steffi Graf                        | Helena Sukova                      | 6−4, 6−4                           |
| 1990       | Steffi Graf                        | Mary Joe Fernández                 | 6−3, 6−4                           |
| 1991       | Monica Seles                       | Jana Novotna                       | 5−7, 6−3, 6−1                      |
| 1992       | Monica Seles                       | Mary Joe Fernández                 | 6−2, 6−3                           |
| 1993       | Monica Seles                       | Steffi Graf                        | 4−6, 6−3, 6−2                      |
| 1994       | Steffi Graf (4)                    | Arantxa Sánchez Vicario            | 6−0, 6−2                           |
| 1995       | Mary Pierce                        | Arantxa Sánchez Vicario            | 6−3, 6−2                           |
| 1996       | Monica Seles (4)                   | Anke Huber                         | 6−4, 6−1                           |
| 1997       | Martina Hingis                     | Mary Pierce                        | 6−2, 6−2                           |
| 1998       | Martina Hingis                     | Conchita Martínez                  | 6−3, 6−3                           |
| 1999       | Martina Hingis (3)                 | Amélie Mauresmo                    | 6−2, 6−3                           |
| 2000       | Lindsay Davenport                  | Martina Hingis                     | 6−1, 7−5                           |
| 2001       | Jennifer Capriati                  | Martina Hingis                     | 6−4, 6−3                           |
| 2002       | Jennifer Capriati (2)              | Martina Hingis                     | 4−6, 7−6(7), 6−2                   |
| 2003       | Serena Williams                    | Venus Williams                     | 6−7(4), 6−3, 6−2                   |
| 2004       | Justine Henin                      | Kim Clijsters                      | 6−3, 4−6, 6−3                      |
| 2005       | Serena Williams                    | Lindsay Davenport                  | 2−6, 6−3, 6−0                      |
| 2006       | Amélie Mauresmo                    | Justine Henin                      | 6−1, 2−0 retirada                  |
| 2007       | Serena Williams                    | Maria Xaràpova                     | 6−1, 6−2                           |
| 2008       | Maria Xaràpova                     | Ana Ivanović                       | 7−5, 6−3                           |
| 2009       | Serena Williams                    | Dinara Safina                      | 6−0, 6−3                           |
| 2010       | Serena Williams (5)                | Justine Henin                      | 6−4, 3−6, 6−2                      |
| 2011       | Kim Clijsters                      | Li Na                              | 3−6, 6−3, 6−3                      |
| 2012       | Viktória Azàrenka                  | Maria Xaràpova                     | 6−3, 6−0                           |
| 2013       | Viktória Azàrenka (2)              | Li Na                              | 4−6, 6−4, 6−3                      |
| 2014       | Li Na                              | Dominika Cibulková                 | 7−6(3), 6−0                        |
| 2015       | Serena Williams (6)                | Maria Xaràpova                     | 6−3, 7−6(5)                        |
| 2016       | Angelique Kerber                   | Serena Williams                    | 4−6, 6−3, 4−6                      |
| 2017       | Serena Williams (7)                | Venus Williams                     | 6−4, 6−4                           |
| 2018       | Caroline Wozniacki                 | Simona Halep                       | 7−6(2), 3−6, 6−4                   |
| 2019       | Naomi Osaka                        | Petra Kvitová                      | 7−6(2), 5−7, 6−4                   |
| 2020       | Sofia Kenin                        | Garbiñe Muguruza                   | 4−6, 6−2, 6−2                      |
| 2021       | Naomi Osaka (2)                    | Jennifer Brady                     | 6−4, 6−3                           |
| 2022       | Ashleigh Barty                     | Danielle Collins                   | 6−3, 7−6(2)                        |
| 2023       | Arina Sabalenka                    | Ielena Ribàkina                    | 4−6, 6−3, 6−4                      |
| 2024       | Arina Sabalenka (2)                | Zheng Qinwen                       | 6−3, 6−2                           |
| 2025       | Madison Keys                       | Arina Sabalenka                    | 6−3, 2−6, 7−5                      |

## Estadístiques

### Campiones múltiples
| Tennistes en actiu |

| Tennista                 | Era Amateur | Era Open | Total | Anys                                                             |
| ------------------------ | ----------- | -------- | ----- | ---------------------------------------------------------------- |
| Margaret Court           | 7           | 4        | 11    | 1960, 1961, 1962, 1963, 1964, 1965, 1966, 1969, 1970, 1971, 1973 |
| Serena Williams          | 0           | 7        | 7     | 2003, 2005, 2007, 2009, 2010, 2015, 2017                         |
| Nancye Wynne Bolton      | 6           | 0        | 6     | 1937, 1940, 1946, 1947, 1948, 1951                               |
| Daphne Akhurst Cozens    | 5           | 0        | 5     | 1925, 1926, 1928, 1929, 1930                                     |
| Evonne Goolagong Cawley  | 0           | 4        | 4     | 1974, 1975, 1976, 1977                                           |
| Steffi Graf              | 0           | 4        | 4     | 1988, 1989, 1990, 1994                                           |
| / Monica Seles           | 0           | 4        | 4     | 1991, 1992, 1993, 1996                                           |
| Joan Hartigan            | 3           | 0        | 3     | 1933, 1934, 1936                                                 |
| Martina Hingis           | 0           | 3        | 3     | 1997, 1998, 1999                                                 |
| Martina Navrátilová      | 0           | 3        | 3     | 1981, 1983, 1985                                                 |
| Viktória Azàrenka        | 0           | 2        | 2     | 2012, 2013                                                       |
| Carol McInnes Buttsworth | 0           | 2        | 2     | 1931, 1932                                                       |
| Jennifer Capriati        | 0           | 2        | 2     | 2001, 2002                                                       |
| Chris Evert              | 0           | 2        | 2     | 1982, 1984                                                       |
| Thelma Coyne Long        | 2           | 0        | 2     | 1952, 1954                                                       |
| Hana Mandlíková          | 0           | 2        | 2     | 1980, 1987                                                       |
| Margaret Molesworth      | 0           | 2        | 2     | 1922, 1923                                                       |
| Naomi Osaka              | 0           | 2        | 2     | 2019, 2021                                                       |
| Mary Carter Reitano      | 0           | 2        | 2     | 1956, 1959                                                       |
| Arina Sabalenka          | 0           | 2        | 2     | 2023, 2024                                                       |

### Campiones per països
| Països desapareguts |

| País                  | Era Amateur | Era Open | Total | Primer títol | Últim títol |
| --------------------- | ----------- | -------- | ----- | ------------ | ----------- |
| Austràlia             | 33          | 11       | 44    | 1922         | 2022        |
| Estats Units          | 7           | 19       | 26    | 1938         | 2025        |
| Alemanya              | 0           | 5        | 5     | 1988         | 2016        |
| Belarús               | 0           | 4        | 4     | 2012         | 2024        |
| Regne Unit            | 2           | 1        | 3     | 1935         | 1972        |
| Suïssa                | 0           | 3        | 3     | 1997         | 1999        |
| Bèlgica               | 0           | 2        | 2     | 2004         | 2011        |
| França                | 0           | 2        | 2     | 1995         | 2006        |
| Sèrbia i Montenegro 1 | 0           | 2        | 2     | 1992         | 1993        |
| Japó                  | 0           | 2        | 2     | 2019         | 2021        |
| Dinamarca             | 0           | 1        | 1     | 2018         | 2018        |
| Iugoslàvia 1          | 0           | 1        | 1     | 1991         | 1991        |
| Rússia                | 0           | 1        | 1     | 2008         | 2008        |
| Xina                  | 0           | 1        | 1     | 2014         | 2014        |